# 井田誠一
井田 誠一（いだ せいいち、1908年（明治41年）8月13日 - 1993年（平成5年）10月12日）は、昭和期の作詞家。

## 経歴
東京都八王子市出身。早稲田大学文学部卒業。
戦後、ビクター専属作詞家として活躍し、「東京シューシャンボーイ」、「水色のスーツケース」、「若いお巡りさん」などを作詞。明るい内容の歌詞が特徴的だった。その他、外国曲の訳詞を行った。
1993年（平成5年）10月12日死去。享年85。墓所は八王子市の富士見台霊園。
1999年、高尾山薬王院の境内に「若いお巡りさん」の歌詞を刻んだ歌碑が建立された。

## 代表曲（作詞）
- 『リラの花かげ』（昭和23年6月） 作曲：松井八郎、歌：吉岡妙子
- 『リオのポポ売り』（昭和25年5月） 作曲：松井八郎、歌：暁テル子
- 『東京コンガ』（昭和25年6月） 作曲：高橋忠雄、歌：山口淑子
- 『チューインガムは恋の味』（昭和25年8月） 作曲：清水保雄、歌：暁テル子
- 『東京シューシャンボーイ』（昭和26年6月） 作曲：佐野鋤、歌：暁テル子
- 『水色のスーツケース』（昭和26年9月） 作曲：利根一郎、歌：灰田勝彦
- 『時計のささやき』（昭和27年8月） 作曲：服部良一、歌：ナンシー梅木
- 『東京やんちゃ娘』（昭和27年12月） 作曲：吉田正、歌：宮城まり子
- 『東京ティティナ』（昭和28年8月） 作曲：松井八郎、歌：生田恵子
- 『若いお巡りさん』（昭和31年4月） 作曲：利根一郎、歌：曽根史郎
- 『帰る故郷もない俺さ』（昭和32年4月） 作曲：利根一郎、歌：曽根史郎
- 『泣かないで』（昭和33年8月） 作曲：吉田正、歌：和田弘とマヒナスターズ

## 代表曲（訳詞）
- 『遥かなる山の呼び声』（昭和28年11月）作曲：ヴィクター・ヤング、歌：雪村いづみ
- 『青いカナリヤ』（昭和29年5月）作曲：ヴィンセント・C・フローリン、歌：雪村いづみ
- 『オー・マイ・パパ』（昭和29年5月）作曲：ポール・ブルックバード、歌：雪村いづみ
- 『チャチャチャは素晴らしい』（昭和30年12月）作曲：エンリケ・ホリン、歌：雪村いづみ[2]
- 『16トン』（昭和31年4月）作曲：トラヴィス・マール、歌：フランク永井
- 『バナナ・ボート』（昭和32年6月） 作曲：キューバ労働歌、歌：浜村美智子
- 『ジングル・ベル』作曲：ジェームズ・ロード・ピアポント（英語版）、歌：古賀さと子[3]

## 著書
- 殴る：小説集、秀峰社、1942年